# Gérard Nissim Amzallag
Pour les articles homonymes, voir Nissim.
Gérard Nissim Amzallag est un biologiste français, né au Maroc en 1962. Étudiant à l’École normale supérieure de Saint-Cloud, il est agrégé de sciences naturelles et docteur de l’université hébraïque de Jérusalem. Ses sujets d'études sont variés et ont trait à la biologie végétale, l’évolution, l’histoire des sciences, l’épistémologie et des recherches historiques sur les mondes cananéen et égéen anciens.

## Sujets d'études
En 2019, Nissim Amzallag fait une conférence à l'École biblique et archéologique française intitulée Les fondements métallurgiques du Yhawisme israélite[source insuffisante].
En janvier 2021, son ouvrage La forge de Dieu fait l'objet d'un long entretien recueilli par le journaliste Youness Boussena et publié dans le journal Le Monde. Il consacre son étude au yahwisme une théorie relative à l'apparition du dieu unique de la Bible, Yahweh, en lien avec une divinité des forgerons de la tribu des Qénites et un culte ésotérique de la métallurgie du cuivre.
Avec Les Graines de l’au-delà. Domestiquer les plantes au Proche-Orient l'auteur croise botanique et archéologie et propose une thèse originale sur la genèse des religions, en reliant domestication des plantes et naissance des divinités : en étudiant les pratiques du natoufien, il estime que la domestication des plantes se fait non pas d'abord dans un but utilitariste, mais d'abord selon une logique spirituelle ou religieuse.

## Publications
- La raison malmenée, CNRS Éditions, Paris, 2002
- L'Homme végétal, Albin Michel, Paris, 2003
- La réforme du vrai, éditions Charles-Léopold Mayer, 2010, 328 pages,  (ISBN 978-2-84377-156-9)
- La forge de Dieu, Le Cerf, 2020, 299 pages,  (EAN 9782204140508)
- YHWH and the Origins of Israel – Insight from the Archaeological Record, Cambridge University Press, May 2023,  (ISBN 9781009314770).
- Nissim Amzallag, Les graines de l'au-delà : Domestiquer les plantes au Proche-Orient, Paris, Maison des Sciences de l'Homme, 2023, 345 p. (ISBN 978-2735129522).